# 兹纳缅斯克 (阿斯特拉罕州)

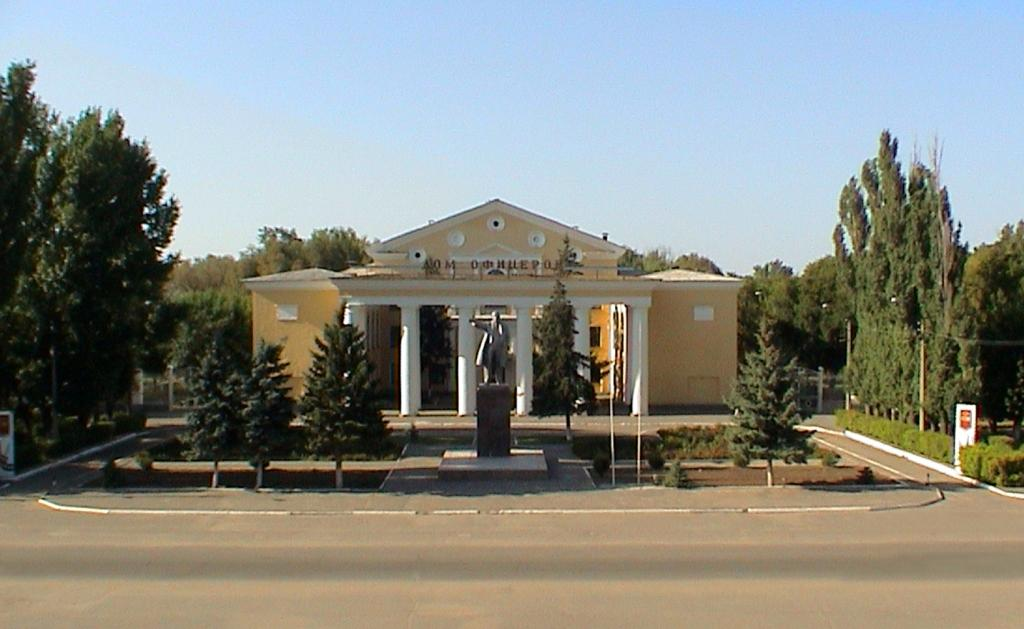

兹纳缅斯克是俄罗斯阿斯特拉罕州的一个保密行政区，人口约3万（2002年）。